# Karl Wohlgemuth

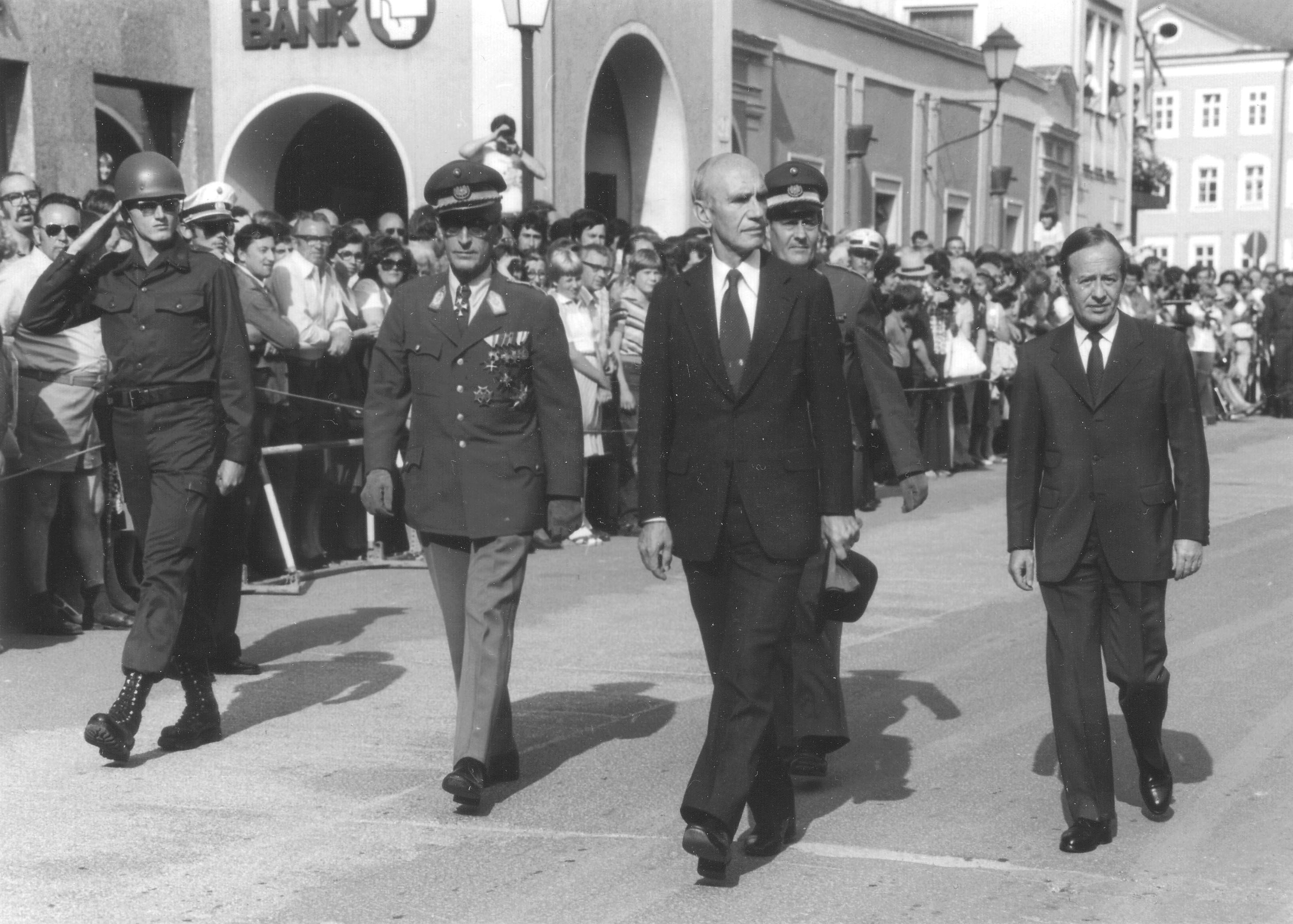
General Karl Wohlgemuth (2. v. l.) begleitet den Bundespräsidenten beim Abschreiten einer Ehrenkompanie. Residenzplatz, Salzburg 1979.

Karl Wohlgemuth (* 15. September 1917 in Wien; † 29. August 1983 in Salzburg) war ein österreichischer General und von 1976 bis 1982 Kommandant des II. Korps in Salzburg.

## Leben

### Herkunft
Er stammte aus einer Familie, die in Österreich eine Reihe bedeutender Soldaten gestellt hatte, darunter den Feldmarschallleutnant Ludwig Freiherr von Wohlgemuth, der sich 1849 in Italien unter Radetzky das Kommandeurkreuz des Maria-Theresienordens erwarb und den Linienschiffskapitän und Polarforscher Emil von Wohlgemuth. 

### Militärlaufbahn
Karl Wohlgemuth rückte 1936 als Einjährig-Freiwilliger zum Dragonerregiment Nr. 1 des ersten Bundesheeres ein und begann am 1. September 1937 die Ausbildung zum Offizier an der Theresianischen Militärakademie. Nach der Okkupation Österreichs durch das nationalsozialistische Deutschland wurden die Akademiker sogleich in die deutsche Wehrmacht übernommen und Wohlgemuth mit seinem Jahrgang bereits im September 1938 als Oberfähnrich zur Truppe versetzt – zum Kavallerie-Regiment 4 in Allenstein in Ostpreußen. 
Am 1. Jänner 1939 zum Leutnant befördert, war er seit Kriegsbeginn bei der Aufklärungs-Abteilung 1 und machte mit diesem Verband als Zugführer den Polen- und den Frankreichfeldzug mit. Ab 1941 war er als Kompaniechef im Russlandfeldzug eingesetzt und wurde in dieser Zeit zweimal verwundet. Mit 1. Februar 1943 wurde er Kommandeur der Aufklärungs-Abteilung 1 (später Divisions-Füsilierbataillon 1). Am 30. September 1944 wurde ihm das Ritterkreuz des Eisernen Kreuzes verliehen. Von Dezember 1944 bis Kriegsende war er als Major Taktiklehrer an der Kavallerieschule in Bromberg (Bydgoszcz, Polen), die 1945 nach Dänemark verlegt wurde.
Von April bis November 1945 in britischer Kriegsgefangenschaft, war er nach seiner Heimkehr in zivilen Berufen tätig. Mit 1. Juni 1955 trat er als Rittmeister in die B-Gendarmerie ein und wurde Kompaniekommandant bei der „Fahreinheit Tirol“ und ab Dezember 1955 an der Panzertruppenschule in Hörsching. Im Herbst 1956 nahm er mit seiner Einheit am „Ungarneinsatz“ zum Schutz der Grenze während der Kämpfe im Nachbarland teil. Anschließend folgte die Unterbringung in Götzendorf und der Auf- und Ausbau dieser künftigen Garnison der Panzertruppe. Im September 1957 übernahm er als Major die Panzeraufklärungsschulabteilung. Er war in dieser Zeit gemeinsam mit seinen Kameraden wie Kuntner, Adrario, Lang und Hoy eine der Stützen des Kommandanten Oberst Emil Spannocchi und prägte mit ihm das Bild der 9. Panzerbrigade.

### Generalstab
Von 1958 bis 1959 absolvierte Wohlgemuth den 2. Generalstabskurs. Es folgte eine Zeit als Taktiklehrer an der Theresianischen Militärakademie, als Stabschef der 9. Panzergrenadierbrigade und als Generalstabskurskommandant an der Stabsakademie (später Landesverteidigungsakademie).
Von September 1964 bis Juli 1973 war er Chef des Stabes des Gruppenkommandos I in Wien, seit 1970 als Brigadier. In dieser Funktion wurde seine hohe Intelligenz, sein treffendes Urteil und seine kühle Gelassenheit in schwierigen Lagen deutlich sichtbar. Hier ist vor allem die „CSSR-Krise“ 1968 zu nennen. Eine entscheidende Rolle kam ihm, zusammen mit seinem G-3, Oberst dG Ségur-Cabanac, auch bei der Anlage und Durchführung der Großübung „Bärentatze“ 1969 zu.
Bei der Aufstellung des Armeekommandos unter General Emil Spannocchi im Juli 1973 wurde er als Generalmajor dessen Chef des Stabes. Seinem General war er ein loyaler Untergebener, der sich aber nicht scheute, gegebenenfalls offen seine abweichende Meinung zu äußern und manchmal auch seinen öffentlichkeitsbewussten und phantasievollen Vorgesetzten durch seinen nüchternen Realismus auf den Boden der Tatsachen zurückzuholen.
Am 1. Oktober 1976 erfolgte die Ernennung Wohlgemuths zum Kommandanten des II. Korps in Salzburg. In den folgenden Jahren konnte er bei der Führung dieses Großverbandes seine Fähigkeiten in größerem Rahmen erneut unter Beweis stellen. Kurz vor seiner Pensionierung am 30. Oktober 1982 wurde er zum General befördert.

### Tod
Nur ein knappes Jahr nach seiner Pensionierung ist Wohlgemuth verstorben.

## Charakter
Er war ein militärisch hochbegabter, schwungvoller und mitreißender Kommandant, der etwas vom „Reitergeist“ der Kavallerie in die neue Zeit hinübergerettet hatte. Typisch für ihn war ein Zitat aus dem „Exerzier-Reglement für die k. u. k. Cavallerie“, das er an der Wand seines Dienstzimmers aufgehängt hatte:
„Nur ein Mann, der bei einem treuen Gemüthe ein tapferes Herz besitzt; der auf seinen starken Arm und auf sein Pferd vertraut, das er mehr als sich selbst liebt und pflegt; der unter allen Umständen eines kühnen Entschlusses fähig ist, welchem die rasche That auf dem Fusse folgt – hat Reitergeist. Ein solcher Mann kennt keine Schwierigkeit, der Angriff ist sein Element, und selbst im Weichen sieht er nur das Mittel, um unter günstigeren Verhältnissen zum erneuerten Angriffe überzugehen.“